# Sebastianópolis do Sul
Sebastianópolis do Sul is een gemeente in de Braziliaanse deelstaat São Paulo. De gemeente telt 3.109 inwoners (schatting 2009).